# Willi Unsoeld
Willi Unsoeld (ur. 5 października 1926 w Arcata, zm. 4 marca 1979) – amerykański wspinacz.
Brał udział w pierwszej amerykańskiej wyprawie na Mount Everest w 1963, zakończonej sukcesem. Razem z George’em Bellem dokonał pierwszego wejścia na Maszerbrum. Ponad 200 razy zdobył Mount Rainier. Zginął w lawinie na zboczach Mount Rainier w 1979.